# Farmakopé
En farmakopé är en officiell samling av föreskrifter och metoder som rör utformning, tillverkning och kvalitet av läkemedel.

## Etymologi
Ordet farmakopé kommer från grekiskans pharmakon (läkeört, läkemedel, trolldryck, gift) och poiein (göra, frambringa), och betyder alltså att tillverka läkemedel.

## Tillämpning
Olika länder eller regioner har sina egna farmakopéer som tillämpas inom respektive jurisdiktion. Exempel är:
- European Pharmacopoeia/Pharmacopée Européenne (Ph.Eur.)
- British Pharmacopoeia (BP)
- Deutsche Arzneibuch (DAB)
- Pharmacopoeia Helvetica (Ph.Helv.)
- United States Pharmacopoeia (USP)
- Japanese Pharmacopoeia (JP)

Tillämpningen kan se olika ut för de olika farmakopéerna. Inom EU så är den europeiska farmakopén lagligt bindande. Det betyder att om det finns en tillämplig så kallad monografi i farmakopéen så är det tvingande att tillämpa de kvalitetsnormer eller andra regler som föreskrivs. För de länder inom EU som har egna farmakopéer så gäller att de måste vara harmoniserade med den europeiska farmakopén vad gäller regler och krav. Däremot kan de därutöver föreskriva regler och krav för läkemedelssubstanser eller annat som den europeiska farmakopén inte täcker.

## Sverige
Den första svenska farmakopén, Pharmacopoeja Holmiensis Galeno-Chymica, utkom 1686. Pharmacopœa suecica utkom i sin första upplaga 1775 och bytte namn till Svenska farmakopén när den från 1901 utgavs på svenska som den åttonde upplagan. Under en övergångsperiod fanns därefter en nordisk version (Pharmacopoeia Nordica), men idag gäller den europeiska farmakopén för läkemedelsindustrin i Sverige men också för alla företag som vill tillverka läkemedel för försäljning i Sverige. På områden som inte täcks av bindande bestämmelser i den europeiska farmakopén kan andra farmakopéer såsom t.ex. den amerikanska farmakopén användas.

## Europeiska farmakopén
Den europeiska farmakopén består huvudsakligen av monografier för enskilda läkemedelssubstanser. Dessa innehåller en beskrivning av ämnet och en kvalitetsspecifikation som måste uppfyllas om det ska användas i läkemedel. Dessa är bindande. Därutöver finns även andra bindande monografier som täcker mer övergripande områden. Ett sådant exempel är monografin "Substances for pharmaceutical use" som sammanfattar krav som gäller för alla substanser som används i läkemedel oavsett om det finns en specifik monografi eller ej.
Utöver monografier innehåller den europeiska farmakopén också allmänna texter med t.ex. beskrivningar av analysmetoder, tekniker eller definitioner inom läkemedelsområdet. Dessa är inte bindande.